# دیکلونین
دیکلونین (انگلیسی: Dyclonine) یک بی‌حس کننده خوراکی است. این دارو همچنین یک بی‌حس‌کننده موضعی است که به صورت موضعی به عنوان نمک هیدروکلراید استفاده می‌شود.